# بصرى

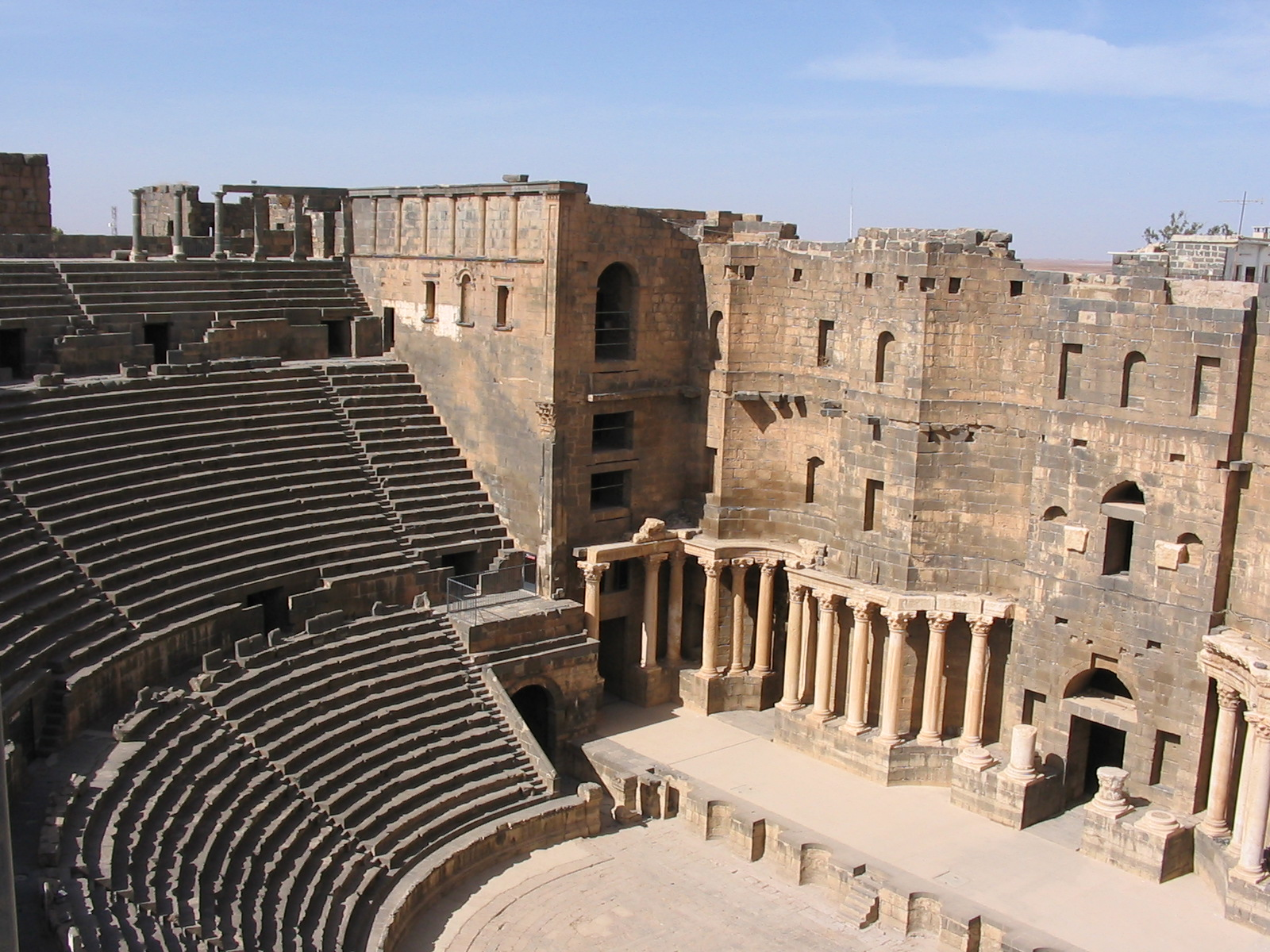
بصرى.

بُصْرَى  أو بصرى الشام هي مدينة تاريخية تتبع محافظة درعا في الجمهورية العربية السورية، تبعد 40 كم عن مركز مدينة درعا وحوالي 140 كم عن دمشق وترتفع عن سطح البحر حوالي 850 متراً. كانت بصرى عاصمة دينية ومركزاً تجارياً هاماً وممراً على طريق الحرير الذي يمتد إلى الصين ومنارة للحضارة في عدة عصور تعود لآلاف السنين، تذكر المصادر الإسلامية أن النبي محمد بن عبد الله ﷺ أثناء رحلاته التجارية إلى دمشق (الشام) - قبل أن يُبعث بالرسالة - قد مرَّ ببُصرى وقابل الراهب بحيرى النصراني الذي عرفَ أنه رسول آخر الزمان الذي جاء ذكره في ما بين يديه من الكتب.
من القرى المجاورة لمدينة بصرى صماد ومعربه وجمرين وخربا والسماقيات وبرد، وتتوسط منطقة حافلة بالآثار والأوابد الرومانية واليونانية وغيرها. وهي أغنى مدن التاريخ على الإطلاق فالسائر في شوارعها يشعر وكأنه يعانق ملوك الرومان بهيبتهم ويعيش في الزمن الغابر وكأنه أحد أشخاص ذاك الزمان.

## تاريخ
تعد مدينة بصرى، أو بصرى الشام، من أهم المدن الأثرية الرومانية في العالم، وقد تعاقبت عليها العديد من الحضارات تاركين فيها أهم المنشآت الأثرية، ومن أسماء المدينة - بوسترا - نياتراجانا وكانت في أكثر من عصر عاصمة هامة ومركز للمقاطعة الرومانية في الشرق وعاصمة دينية وعاصمة تجارية لعدة حضارات وكانت عاصمة مملكة الغساسنة وهي مصنفة ومسجلة دوليا في اليونسكو ضمن قائمة مواقع التراث العالمي.

## من معالم بصرى
- مسرح بصرى الروماني أكبر وأكثر المسارح والمدرجات الرومانية اكتمالاً في العالم، وحافظ عليه الأبراج التي بناها صلاح الدين الأيوبي حوله.
- الكاتدرائية البيزنطية (بصرى)
- سرير بنت الملك - الكليبة
- قلعة بصرى
- باب الهوى - الغربي
- قوس النصر (بصرى) - الروماني
- المسجد العمري
- دير الراهب بحيرى
- جامع مبرك الناقة - ناقة الرسول محمد
- معبد حوريات الماء
- الجامع الفاطمي
- قصر الإمبراطور تراجان
- السوق الأثري تحت الأرض
- الباب النبطي
- الخان - السوق الرئيسي أو خان الدبس
- الحمامات الرومانية
- الجامع الإسلامي
- جامع فاطمة
- متحف بصرى
- الشوارع المرصوفة
- المباني الرومانية
- الأقنية الأثرية الرومانية
- آثار بلدة خربا التابعة لها قصر استراحة الملك الروماني

مدينة بصرى مصنفة ضمن قائمة اليونسكو لمواقع التراث العالمي.

## السياحة في بصرى
مدينة بصرى اليوم هي مدينة حديثة بأبنيتها ومساكنها الراقية ويزورها السياح باستمرار وعلى مدار العام وتعقد فيها الندوات والمؤتمرات الدولية الخاصة بالمدن التاريخية العالمية والحضارة الإنسانية، في بصرى عدة منشآت سياحية أهمها فندق (فندق بصرى الشام) من فئة الخمسة نجوم ومطاعم ومحلات وبازارات تبيع التحف والهدايا للزوار، ويقام في المدينة مهرجان دولي هو مهرجان بصرى الدولي التي تشارك في فعالياته الفرق الفنية والتراثية السورية والعربية والعالمية والمطربين والمطربات العرب، وتعقد الندوات الثقافية والأدبية على هامش المهرجان وتغص ليالي المهرجان بآلاف الزوار والسياح وتقام الفعاليات الفنية والعروض على مدرج بصرى الأثري الرائع والذي يعد من أجمل المسارح الرومانية.

## ديموغرافيا
في أواخر عقد 1990 كان عدد سكان بصرى يُقدر بنحو 12,000 نسمة. ورتفع عدد سكانها إلى 19,683 نسمة حسب إحصاء عام 2004 من قبل مكتب الإحصاء المركزي السوري. كان عدد سكان المنطقة الحضرية يقدر بحوالي 33,839 نسمة.
سكان بصرى هم في الغالب من المسلمين السُنَة وينقسم معظمهم بين ثماني عشائر رئيسية، والعشيرة الرئيسية هي المقداد التي هاجر أعضاؤها إلى بصرى من مدينة السويداء في منتصف القرن الثامن عشر. خلال هذه الحقبة، سيطروا أيضًا على قرى غصم ومعربا والسماقيات القريبة. ومع ذلك، فإن أقدم عشيرة في بصرى هي حمد، وهي عشيرة ذات بشرة فاتحة إلى حد كبير، ولدى العديد من أفرادها شعر أشقر وعيون زرقاء. ويزعمون أنهم أحفاد حاكم بصرى الروماني القديم، على الرغم من أن سكان المدينة الآخرين يعتقدون أنهم من أصول صليبيَّة. فيما يتعلق بملكية الأرض، تمتلك عشيرة الحمد حوالي 1,000 هكتار في البلدة، بينما تمتلك عشيرة المقداد حوالي 12,000 هكتار. وكان أعضاء العشيرة الأخيرة مؤثرين تاريخياً في منطقة حوران وما وراءها، بعد أن كان لهم عضو واحد في البرلمان العثماني لعبد الحميد الثاني في القسطنطينية خلال فترة حكومة تركيا الفتاة وفي البرلمان السوري خلال فترة الانتداب الفرنسي على سوريا ولبنان. اعتبارًا من أواخر عقد 1990، كان أعضاء من عائلة المقداد يشغلون مناصب رئيس البلدية والإمام الرئيسي للمسجد العُمري الرئيسي ورئاسة مكتب الآثار في المدينة. بينما كان أعضاؤها يقيمون تقليديًا في الحي الشرقي من بصرى القديمة، إلا أنهم ينتشرون حاليًا في جميع أنحاء المدينة.
تضم بصرى أيضًا على طائفة شيعية صغيرة تضم حوالي خمسين عائلة. وفقًا للمؤرخ الأمريكي الفلسطيني حنا بطاطو، كان السكان الشيعة في بصرى قد "وصلوا حديثًا نسبيًا"، وهاجروا إلى المدينة من مدينة النبطية في جنوب لبنان. ومعظم العاملين في المجتمع الشيعي هم حرفيون أو عمال. ويشير المورخ حنا بطاطو أيضًا أن التغييرات الاجتماعية في بصرى منذ الاستقلال السوري أدت إلى انتشار القبائل، مع زيادة التزاوج بين العشائر وبين الطائفتين السنيَّة والشيعية بشكل كبير.

## وصلات خارجية
- موقع مدينة بصرى الشام (بالعربية والإنكليزية والفرنسية)

## آثار بصرى

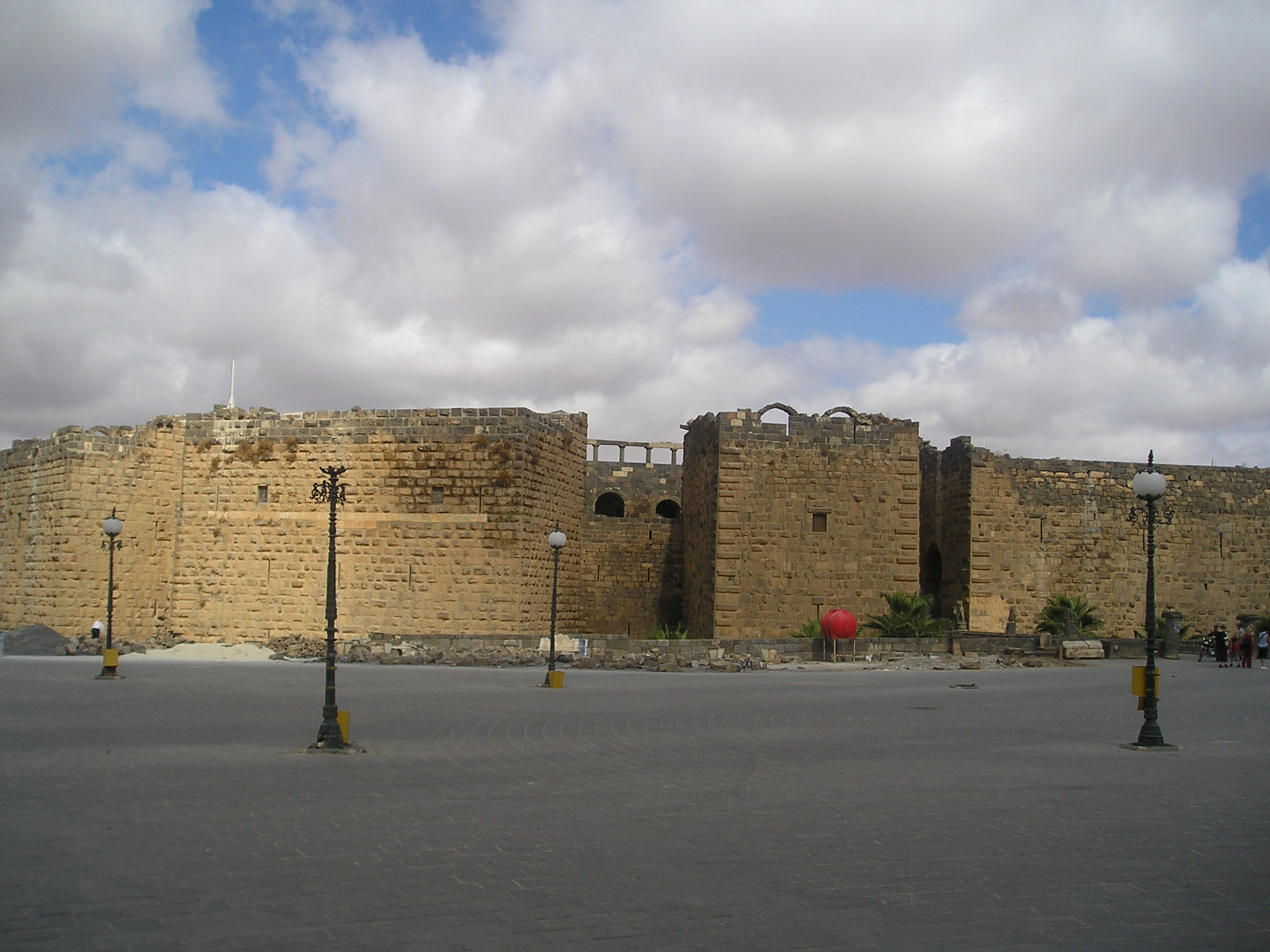
A view of the citadel (the theater is located inside).
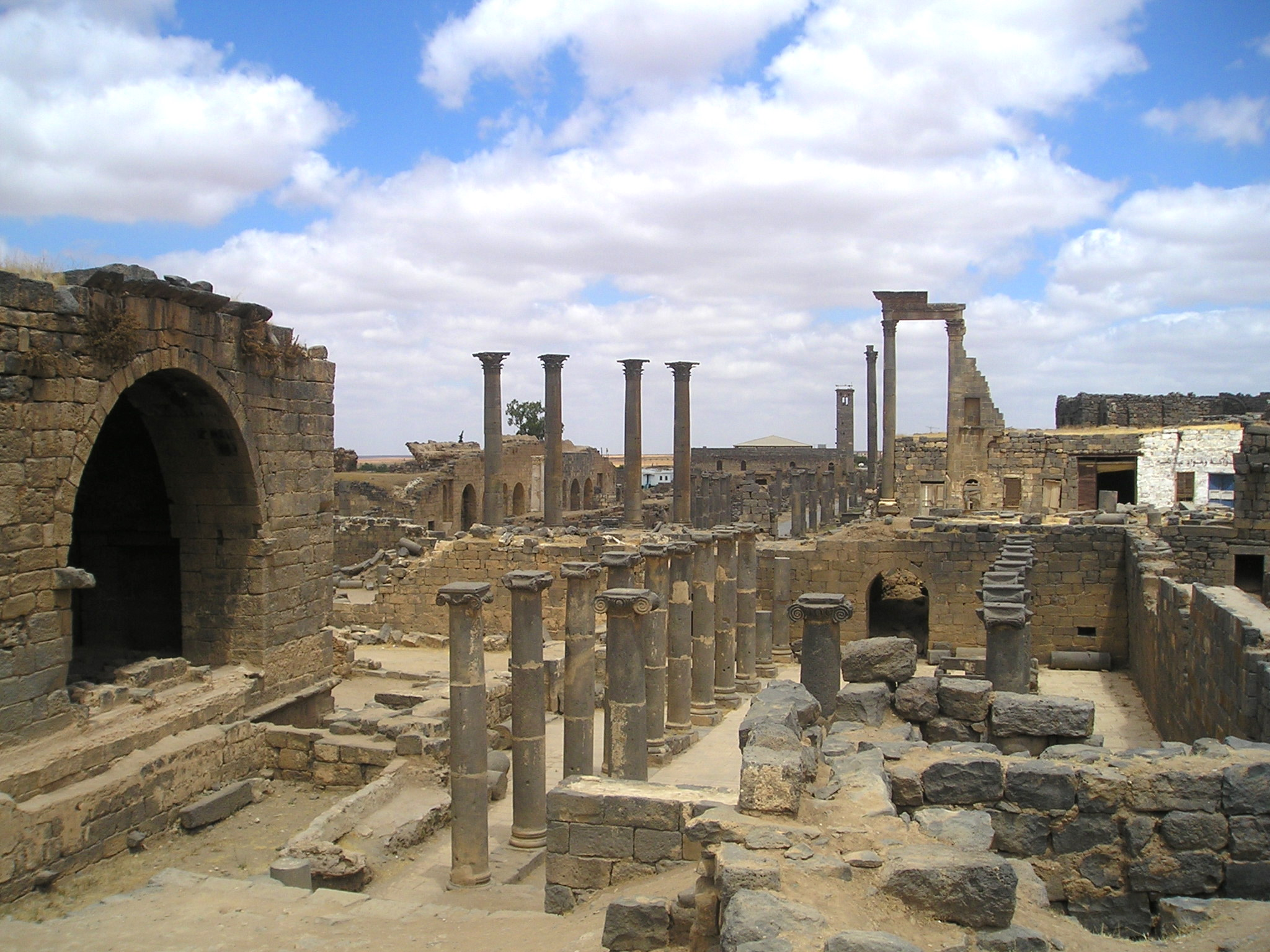
Roman ruins north of the citadel.
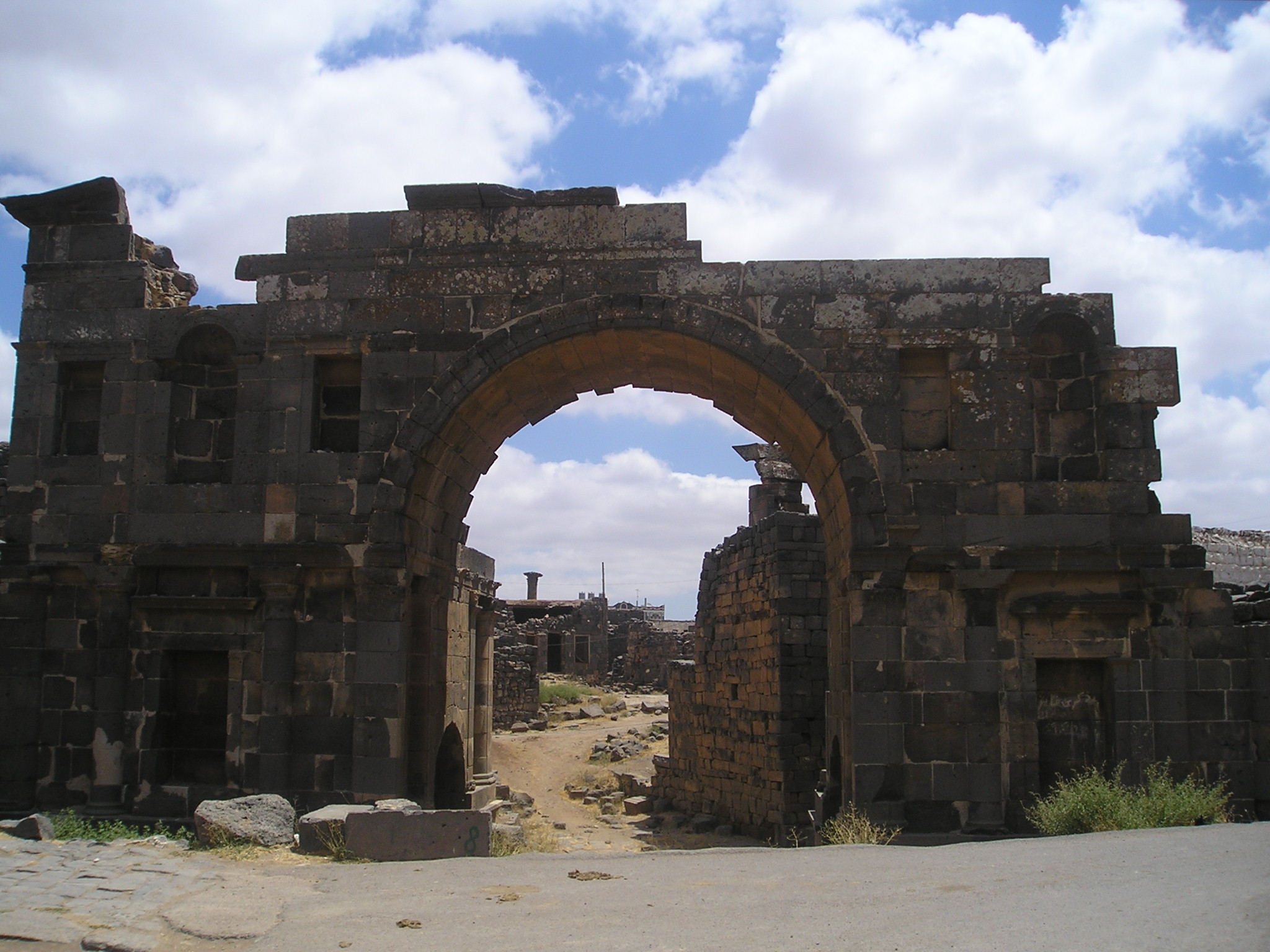
Nabatean Arch